# Belgischer Rundfunk
Belgischer Rundfunk (en español, "Radiodifusión Belga"), conocida por sus siglas BRF, es una empresa de radiodifusión pública de Bélgica. Su programación es en alemán y está dirigida a la comunidad germanófona. Gestiona un canal de televisión, dos emisoras de radio y un sitio web. Su sede central está en Eupen y cuenta con estudios en Bruselas y Sankt Vith.
Este grupo nació a partir de la reforma federalista de 1970, por el que las competencias en el sector audiovisual pasaron del estado a las comunidades. BRF se fundó el 18 de febrero de 1977 como una emisora de radio y no contó con su propia televisión hasta octubre de 1999.
Los equivalentes de BRF en Bélgica son la Radio Télévision Belge de la Communauté Française (RTBF) para la comunidad valona y Vlaamse Radio- en Televisieomroep (VRT) para la comunidad flamenca. A diferencia de estos dos, BRF no forma parte de la Unión Europea de Radiodifusión.

## Historia
Los germanófonos de Bélgica no tuvieron representación en la radiodifusión pública belga hasta el 1 de octubre de 1945, con la primera transmisión de radio en alemán desde Bruselas. Las horas de programación en ese idioma aumentaron con la creación en 1961 de una emisora de radio en alemán, que transmitía desde Lieja y dependía de la radiotelevisión belga.
La reforma federalista de 1970 establecía que el sector audiovisual era competencia exclusiva de las comunidades, lo que provocó la división de la empresa estatal en tres compañías para cada comunidad lingüística, efectiva a partir de 1977. Los germanófonos se separaron de la RTBF y crearon su propia organización, la "Radiodifusión Belga" (BRF; Belgischer Rundfunk), el 18 de febrero de 1977. La programación estuvo limitada durante seis años a determinadas franjas horarias, hasta que en 1983 se amplió a 14 horas diarias y se abrió un estudio regional en Sankt Vith.
En 1995 la BRF inauguró su sede central en Eupen y cuatro años después inició las emisiones de su canal de televisión, BRF-TV. 

## Servicios
Los servicios de radio y televisión de BRF están disponibles en radio y televisión digital solo para Valonia y Bruselas, pero pueden sintonizarse en toda Bélgica a través del cable y televisión por internet.

### Radio
- BRF1: Emisora con música pop, programas y boletines informativos.
- BRF2: Emisora especializada en schlager, folk y música popular.

El grupo participa en dos proyectos más: 
- BRF-DLF, una radio en colaboración con la emisora internacional Deutschlandfunk lanzada en noviembre de 2001.
- 100’5 Das Hitradio, emisora musical para el noroeste de Alemania lanzada en 1998.

### Televisión
- BRF-TV: Canal de televisión de BRF. No cuenta con su propia frecuencia, sino que emite a través de la oferta de canales de RTBF y diversas cadenas regionales en la televisión digital terrestre. Entró al aire el 4 de octubre de 1999.